# Jakob Anton von Zallinger zum Thurn
Jakob Anton von Zallinger zum Thurn (* 26. Juli 1735 in Oberbozen; † 16. Januar 1813 in Bozen) war ein deutscher Kirchenrechtler und Philosoph.

## Leben

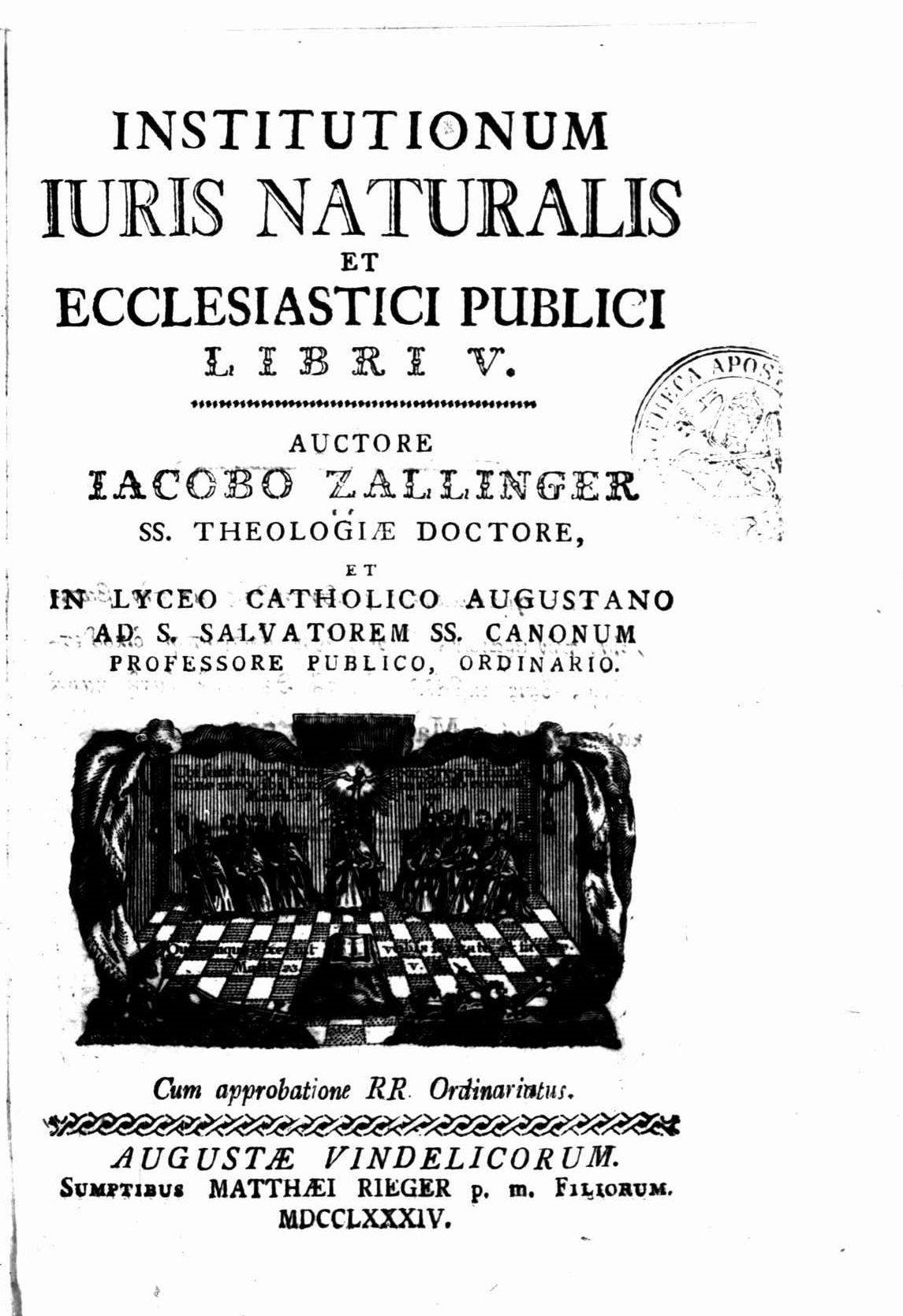
Institutiones iuris naturalis et ecclesiastici publici, 1784

Zallinger wurde 1735 als Sohn von Peter Anton von Zallinger-Thurn (1704–1767) in einer kinderreichen Bozener Patrizierfamilie in der Oberbozener Sommerfrische geboren. Er schloss das Gymnasium ab und begann anschließend das Studium der Philosophie in Innsbruck für ein Jahr. 1753 trat er im Alter von 18 Jahren in den Jesuitenorden ein. 1765 wurde er nach der im Orden üblichen Ausbildung in Philosophie und Theologie an der Universität Ingolstadt zum Priester geweiht. Sechs Jahre später, 1771, legte er die ewigen Ordensgelübde ab. Auch seine beiden Brüder Johann Baptist und Franz traten in den Orden der Jesuiten ein.
Zallinger wirkte 1766/67 als Gymnasiallehrer in Trient und 1767 bis 1770 als Lehrer am Lyzeum in München. Im Jahr 1770 wurde er schließlich an das Jesuitenkolleg in Dillingen versetzt. Dort erhielt er noch im selben Jahr das Lizentiat und den Magister der Philosophie, drei Jahre später sollte er die theologischen Grade erreichen. Nach der Auflösung des Ordens 1773 ging er als Pensionär zurück nach Innsbruck, um dort Physik zu lehren.
1777 wurde er zum Professor für Kirchenrecht am Jesuitenkolleg St. Salvator in Augsburg ernannt – dort dozierte er 30 Jahre lang bis 1807. 1786 wurde er von der Universität Dillingen zum Doktor juris promoviert.
In den Jahren 1805/06 war er als Berater für deutsche Angelegenheiten von Papst Pius VII. in Rom tätig. Im Jahr 1807 zog er sich – nach der Auflösung des Kollegs St. Salvator – zu seinen Angehörigen nach Bozen zurück.
Seit 1769 publizierte Jakob Anton von Zallinger verschiedene Schriften. Zunächst widmete er sich der Naturphilosophie in Anlehnung an Isaac Newton, dessen Lehre er weiter ausführte. Er verteidigte die herkömmliche Metaphysik gegen Immanuel Kant.

## Schriften

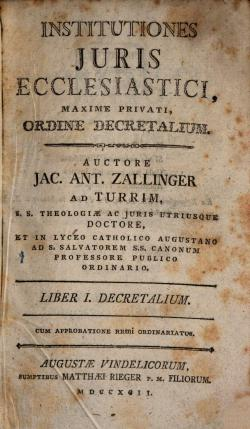
Institutiones juris ecclesiastici (1792)

- Interpretatio naturae seu Philosophia Newtoniana Methodo exposita et academicis usibus accommodata, 3 Bde., 1773–1775
- Institutiones iuris naturalis et ecclesiastici publici. 5 Bde. Auflage. Matthaeus Rieger, Sohne, Augsburg 1784 (Latein, beic.it).
- Institutiones juris ecclesiastici maxime privati, 5 Bde., 1792/93